# Allophrynidae
Az Allophrynidae a kétéltűek (Amphibia) osztályába és  a békák (Anura) rendjébe tartozó  család. A családba egyetlen nem, az Allophryne tartozik. A családba tartozó fajok az Amazonastól északra és délre eső területeken is honosak, példányaikat megfigyelték Venezuela, Suriname, Guyana, Francia Guyana és Brazília síkvidéki részein.
A taxon a korábbi osztályozás szerint az üvegbékafélék (Centrolenidae) osztályának egyik alcsaládja (Allophryninae) volt, az újabb vizsgálatok alapján viszont önálló osztályt alkot. A fajba tartozó egyedek főbb jellegzetességei: 8 keresztcsont előtti csigolya, hiányzó bordák, szabadon álló urostyle, nincsenek fogai, a comb elülső részén található izom különálló, vízszintes pupilla.